# Paul Mattick
Paul Mattick var en tysk rådskommunist. Född i Pommern 1904 och uppvuxen i Berlin av klassmedvetna föräldrar. Död i USA, februari 1981.
Vid 14 års ålder gick Mattick med i Freie sozialistische Jugend. År 1918 började han som lärling på Siemens som verktygsmakare. Där blev han också vald som representant i arbetarråden för företaget under den tyska novemberrevolutionen. Under revolutionen var han aktiv i många aktioner och blev ett flertal gånger arresterad av polisen. När KAPD (Kommunistischen Arbeiter-Partei Deutschlands) bildades under våren 1920 gick Mattick in i dess ungdomsorganisation Rote Jugend och skrev för dess tidning. År 1921 – 17 år gammal – flyttade han till Köln och arbetade ett tag för industrimannen Peter Klöckner. Han blev dock snart arbetslös och förblev så i många år. Efter att klasskampen i Tyskland gått ner (speciellt efter 1923) emigrerade Mattick år 1926 till USA men behöll kontakter med revolutionärer i Tyskland.

## Matticks tidiga år
Mattick föddes i Pomerania 1904 och växte upp i Berlin i ett hem med klassmedvetna föräldrar.  Vid 14 års ålder var medlem i Freie Sozialistische Jugend. 1918 började han studera som verktygsmakare på Siemens AG, där han också valdes till lärlingarnas ombud i företagets arbetarråd under den tyska revolutionen.
Mattick var inblandad i många olika händelser under revolutionen, flera gånger blev han arresterad och dödshotad. Detta gjorde dock inte Mattick mindre övertygad, utan han fortsatte i den vänstra och oppositionsinriktade flygeln hos de tyska kommunisterna. Efter "Heidelberg"-splittringen av Kommunistpartiet i Tyskland (KPD; en efterföljare till Spartacusförbundet) och bildandet av Kommunistiska Arbetarpartiet i Tyskland (KAPD) på våren 1920 gick han med i KAPD och arbetade i ungdomsorganisationen Rote Jugend, där han skrev för deras tidskrift. I mars 1920 deltog han i gatustrider och hjälpte till att slå ner Kappkuppen, där hans livslånga vän Reinhold Klingenberg sköts och förlorade en ben.
1921, vid 17 års ålder, flyttade Mattick till Köln för att få ett lönearbete hos Klockner, men istället blev det strejker, upprorsförsök och en ny arrestering. Mattick var också aktiv som organisatör och agitator i KAPD och AAU i Köln-regionen, där han lärde känna Jan Appel bland andra. Han knöt också kontakter med intellektuella, författare och konstnärer som arbetade i AAUE, som grundats av Otto Rühle. Dessa inkluderade Kölns Progressiva, en grupp som bildades kring Franz Seiwert.
Med den fortsatta nedgången av radikala masstrider och revolutionära förhoppningar, särskilt efter 1923, och efter att spenderat flera år i Tyskland, emigrerade Mattick till USA år 1926, samtidigt som han behöll kontakter med KAPD och AAUE i Tyskland.

## Författade verk
Mattick var en flitig författare. Nedan följer de verk som finns översatta till svenska samt utgivna på engelska (antingen översatta från tyska eller ursprungligen skrivna på engelska). Matticks son, Paul Mattick Jr, hjälpte till mycket med redigering och översättning av sin fars arbeten.
1. Den permanenta krisen, 1934
2. Leninlegenden, 1935
3. Luxemburg versus Lenin, 1935
4. Sidney Hook: the Inevitability of Communism, 1936
5. The Story of Japanese Imperialism, 1936
6. "Den förrådda revolutionen", 1937
7. Moscow-Fascism in Spain, 1937
8. On the Engels-Kautsky Correspondence, 1937
9. John Strachey Confesses, 1937
10. Var bolsjevikrevolutionen ett misslyckande?, 1938
11. The Masses & The Vanguard, 1938
12. Rådskommunism, 1939
13. Review of “Karl Marx” by Karl Korsch, 1939
14. Karl Kautsky: From Marx to Hitler, 1939
15. Marxism and Marginal Utility Economics, 1939
16. Leon Trotsky, 1940
17. Panneokoek’s “The Party and the Working Class”, 1941
18. James Burnham’s “The Modern Machiavellians”, 1943
19. Reflections on the Revolution of Our Times, 1944
20. The Growth of American Thought, 1944
21. Otto Rühle And The German Labour Movement, 1945
22. Remember the Wrapper, 1945
23. Between two wars, 1946
24. Serfdom in a Free Society, 1946
25. Bolsjevism och stalinism, 1947
26. The Story of the German Working-Class Movement, 1947
27. Stalin and German Communism, 1949
28. Spontaneity and Organisation, 1949
29. Stalin’s Frame-Up System and the Moscow Trials, 1951
30. Marx och Keynes, 1955
31. Review of Paul Sweezy’s The Present As History, 1955
32. Review of Monopoly in America, 1956
33. Kropokin on Mutual Aid — Review, 1956
34. Marx and Freud — Review of Marcuse, 1956
35. The “new look” in economics, 1956
36. Fromm’s sane society, 1956
37. Barghoorn on Soviet Russian Nationalism, 1956
38. Arnold Toynbee and History, 1956
39. Marxism and the Latest Stage of Capitalism, 1957
40. A Marxian Oddity — Review of Dunayevskaya, 1958
41. Economics of the War Economy, 1959
42. Marxism and the New Physics, 1960
43. Anton Pannekoek, 1960
44. Karl Korsch: His Contribution to Marxism, 1962
45. The Marxism of Karl Korsch, 1964
46. Humanism and Socialism, 1965
47. Baran and Sweezy’s “Monopoly Capital”, 1966
48. Humanism and Socialism, 1966
49. Arbetarkontroll, 1967
50. Arms and Capital, 1968
51. Mandel’s Economics, 1969
52. Marx och Keynes. Blandekonomins gränser, 1969
53. Marcuse: One Dimensional Man In Class Society, 1972
54. Ernest Mandel’s “Late Capitalism”, 1972
55. Marxismen och arbetarrörelsens otillräckligheter, 1973
56. Om K-H Roth, 1974
57. Krisen, staten & kapitalet, 1974
58. Kapitalistisk kris och revolutionär rörelse, 1974
59. Economic Crisis and Crisis Theory, 1974
60. Om Pannekoek och arbetarråden, 1975
61. The New Capitalism And The Old Class Struggle, 1976
62. Economics, Politics and The Age of Inflation, 1977
63. Spontaneity and Organisation, 1977
64. Krisen har ännu inte nått botten, 1977
65. Anti-Bolshevik Communism: Introduction, 1978
66. Återblick över Rosa Luxemburg, 1978
67. Marxismen - igår, idag & imorgon, 1978
68. Reform and Revolution, 1983 (posthumous)
69. Marxism and Bourgeois Economics, 1983 (posthumous)